# Additional Creations
Additional Creations è un EP di Joe Satriani, pubblicato nel 2000 ed inizialmente distribuito in forma gratuita assieme all'album precedente, Engines of Creation.

## Tracce
1. Borg Sex (Radio Mix) - 3:32
2. Turkey Man - 6:50
3. Flavor Crystal 7 (Radio Mix) - 3:49
4. Until We Say Goodbye (Techno Mix) - 5:30